# Вагана

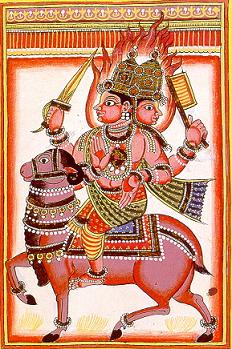
Агні на овені

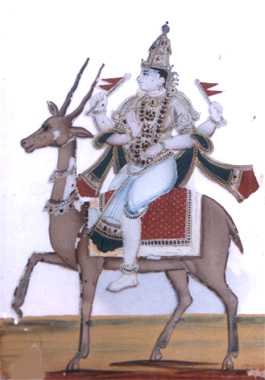
Ваю на антилопі

Вагана (санскр. वहन, vahana IAST от санскр. वह, «сидіти, їхати на чомусь») — в індійській міфології — об'єкт або істота (персонаж), що використовується богами як засіб пересування (зазвичай — їздова тварина).

## Опис
Їздові тварини можуть бути як справжніми, так і міфічними, або поєднанням обох типів.
Вагана часто є символом того божества, чиєю їздовою твариною є (Нанді, бик, вагана Шиви, втілює силу тощо). Вагани, крім того, примножують силу своїх повелителів (Дурґа не змогла б перемогти демона Магішасуру без допомоги свого вагани — лева Манаштхали) і позначають злі сили і вади, якими керує або які пригнічує божество (Сканда, чия вагана — павич, має владу над марнославством.
Індійські релігійні погляди, крім всього іншого, проповідують потяг кожної людини стати ваганою Бога.
Вагани, як правило, ставлять у коло індуїстських храмів, і за ваганами можна визначити, якому богу присвячений даний храм.

## Вагани індійських божеств
| - Аґні: овен - Айяпан: тигр - Бгайрава: собака - Брахма: гуска або лебідь - Бріхаспаті: слон - Будха: кінь - Варуна : макара (морське чудовисько) / черепаха / лебідь - Ваю: антилопа - Вішну : Гаруда - Дурґа: лев / тигр (Манаштхала) - Деві: лев - Ґанеша: пацюк/миша, за іншими версіями, землерийка, собака - Ґанґа: макара (морське чудовисько) - Індра: колісниця (Вімана) запряжена білим конем (Уччайхшравас) / білим слоном (Айравата) - Каларатр: віслюк - Кама: папуга / макара (морське чудовисько) - Камаг'я: змія - Каумарі: павич - Кету: орел - Кубера: мангуст / кінь / людина - Лакшмі: сова Улука / слон - Манаса: змій | - Моммайма: верблюд - Муруган: слон / павич із не розпущеним хвостом - Пушан: колісниця, запряжена козлами - Рагу: синій лев - Раті: голуб - Сарасваті: лебідь / павич / вівця - Саман: слон - Сканда: павич Парвані - Сур'я: колісниця, запряжена сімома кіньми або семиголовим конем - Ушас: колісниця, запряжена сімома коровами - Гарігарапутра: слон - Чамунда: сова - Чанді: лев - Чандра: колісниця, запряжена антилопою або десятьма білими кіньми (баранами) - Шані: ворон / гриф - Шашті: кіт - Шукра: крокодил - Шива: білий бик Нанді - Яма: чорний буйвіл - Ямуна: черепаха |